# 1866 en santé et médecine
| Années de la santé et de la médecine : 1863 - 1864 - 1865 - 1866 - 1867 - 1868 - 1869    |
| Décennies de la santé et de la médecine : 1830 - 1840 - 1850 - 1860 - 1870 - 1880 - 1890 |

Cet article présente les faits marquants de l'année 1866 en santé et médecine.

## Événements
- En France, le diplôme de pharmacien devient obligatoire pour les pharmaciens de la Marine[1].
- Charles Adolphe Wurtz est nommé doyen de l’École de médecine de Paris[2].

## Prix
- Médailles de la Royal Society
  - Médaille royale : William Kitchen Parker.

## Naissances
- 10 mars : José Casares Gil (mort en 1961), pharmacien et chimiste espagnol.
- 21 septembre : Charles Nicolle (mort en 1936), médecin et microbiologiste français, lauréat du prix Nobel de physiologie ou médecine de 1928.
- 13 octobre : Georg Groddeck (mort en 1934), psychanalyste allemand.
- 30 novembre : Robert Broom (mort en 1951), médecin et paléontologue sud-africain.

## Décès
- 5 mars : John Conolly (né en 1794), psychiatre anglais[3],[4].
- 12 mars : Jean-Baptiste-Maximien Parchappe de Vinay (né en 1800), psychiatre français[5].
- 16 septembre : François Mêlier (né en 1798), professeur de médecine français, précurseur de santé publique, mort d'un accident vasculaire cérébral[6].
- 18 octobre : Philipp Franz von Siebold (né en 1796), médecin et naturaliste bavarois[7].
- 5 décembre : Camille Montagne (né en 1784), chirurgien militaire, naturaliste et mycologue français[8].